# Pagonana hodgsoni
Pagonana hodgsoni är en kräftdjursart som beskrevs av Just och Wilson 2004. Pagonana hodgsoni ingår i släktet Pagonana och familjen Paramunnidae. Inga underarter finns listade i Catalogue of Life.